# Maria Spiridonova

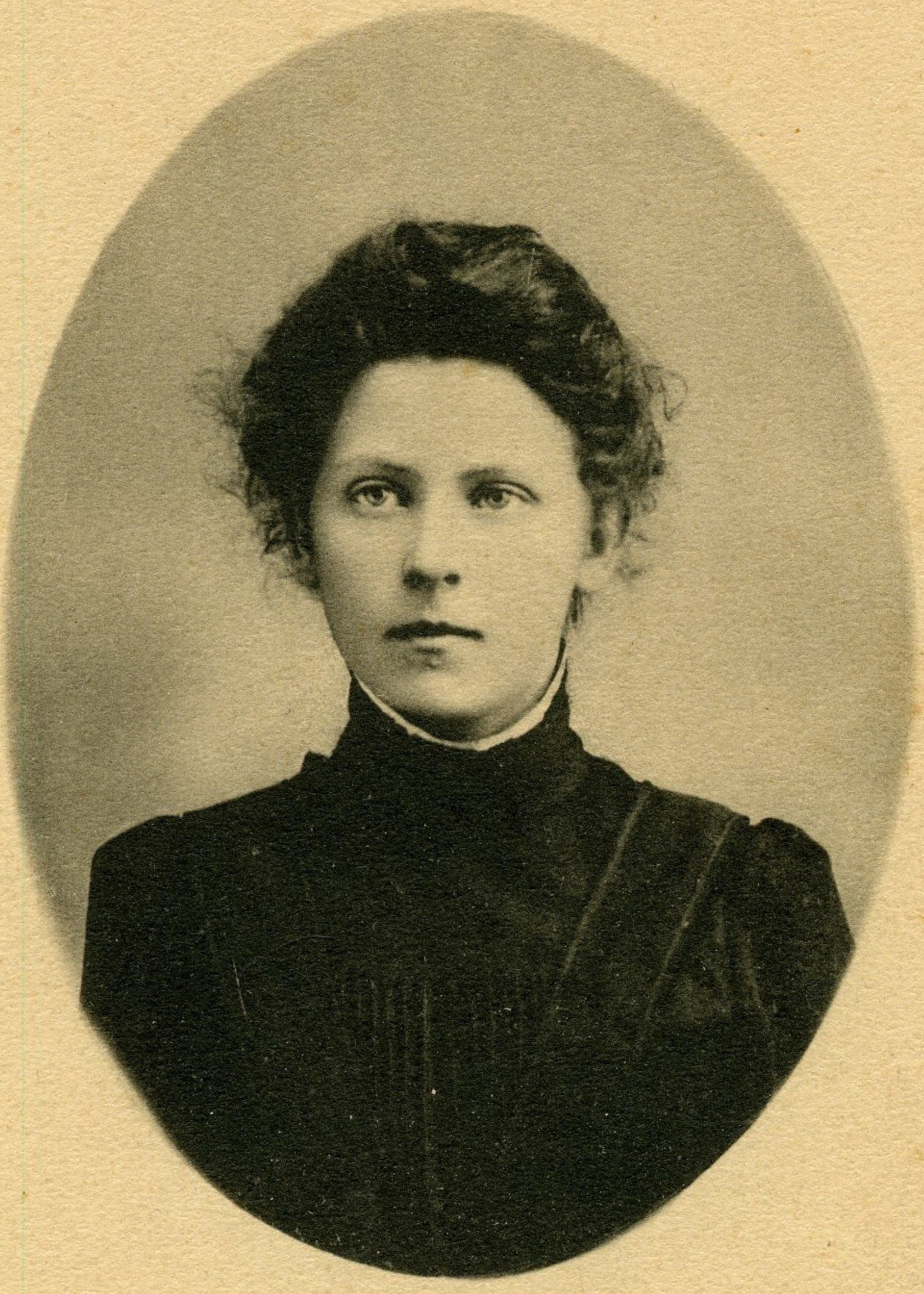
Maria Spiridonova

Maria Aleksandrovna Spiridonova (em russo:Мари́я Алекса́ндровна Спиридо́нова), 16 de outubro de 1884 – 11 de setembro de 1941, foi uma revolucionária russa.

## Biografia
Maria filiou-se ao Partido Socialista Revolucionário, à época em que se preparava para ser enfermeira.
Em janeiro de 1906, ela assassinou o chefe da ordem pública no distrito de Borisoglebsk (agora no oblast de Voronej), Gavriil Nikolayevich Luzhenovsky - que havía realizado a brutal repressão policial do levante campesino, durante a Revolução Russa de 1905 -, disparando cinco balas de revólver contra o seu rosto, em plena estação ferroviária provincial de Borisoglebsk.
Imediatamente capturada pelos guardas, Spiridonova foi submetida a abusos físicos muito graves, inclusive sexuais, alguns dos quais foram: ser arrastada, nua e amarrada, pelos degraus de uma escada; ser pesquisada em áreas íntimas; ter os seios queimados com brasas de cigarro; e espancamento generalizado.
A divulgação das torturas que lhe foram aplicadas, granjeou-lhe a simpatia de uma parte da Opinião Pública, razão pela qual sua sentença de morte foi comutada em prisão perpétua, a ser cumprida na katorga de  Nerchinsk, na Sibéria. 
Libertada após a Revolução de Fevereiro de 1917, Spiridonova converteu-se em líder da esquerda do Partido Socialista Revolucionário que, embora apoiasse a Ditadura do Proletariado, implantada pelos Bolcheviques [carece de fontes?], proclamava-se um partido do Campesinato russo, cuja principal plataforma política era a Reforma Agrária, com distribuição de terras aos lavradores. Para os bolcheviques, a manutenção da propriedade privada no campo, ainda que na forma de pequenas propriedades, era um programa burguês e, por conseguinte, contra-revolucionário.
Por se oporem à assinatura do Tratado de Brest-Litovsk (e também por conta de outros desacordos), os socialistas-revolucionários de esquerda romperam com os bolcheviques e tramaram uma insurreição contra eles, em julho de 1918. A insurreição falhou e Spiridonova foi presa, permanecendo no cárcere por um longo tempo, onde, segundo seu relato a Louise Bryant - a escritora feminista, esposa de John Reed - sofreu torturas psicológicas, como a de ser acordada em uma noite, informando-se-lhe de que seria fuzilada naquele momento (método comumente usado pela Tcheca, o primeiro serviço secreto da União Soviética, que durou de 1917 a 1922).
Durante os expurgos promovidos por Stalin, ela voltou a ser presa em 1937, juntamente com suas ex-companheiras da katorga Alexandra Izmailovich (1878-1941) e Irina Kakovskaya (1887-1960), a tia idosa desta última, o marido de Spiridonova, Ilya Mayorov (1890-1941), ex-Vice-Comissário do Povo da Agricultura, seu pai inválido e seu filho menor, todos morando com ela, acusados de ter criado um centro contra-revolucionário e de planear o assassinato dos líderes comunistas da Basquíria (e depois de outras personalidades após o encarceramento, por sua vez, destes últimos). Nem ela nem suas companheiras confessaram nada nem concordaram em implicar outras pessoas, e ela foi condenada a vinte e cinco anos de prisão (como seu marido, o único que assinou uma confissão sob ameaça de campo de trabalhos forçados para seu pai e filho), Kakovskaya e Izmailovich aos dez anos.
Afinal, em 1941, quando a União Soviética foi invadida pela Alemanha nazista, Mariya Spiridonova foi executada, por ordem de Stalin, no Massacre da floresta de Medvedev a Oriol, ao lado de outros 150 prisioneiros políticos, dentre eles, Christian Rakovski, Olga Kameneva e os já mencionados Majorov e Izmailovich.
“Os operários da Rússia têm diante de si perspectivas históricas até agora desconhecidas. Todos os movimentos revolucionários do proletariado, até o presente, foram derrotados. O movimento atual é internacional. Eis por que é invencível. No mundo inteiro, não há força capaz de extinguir este incêndio revolucionário. O velho mundo desmorona-se e um novo mundo nasce.” 

- Maria Spiridonova, citada por John Reed, saudando o triunfo da Revolução Bolchevique.